# Courteenhall
Courteenhall – wieś w Anglii, w hrabstwie Northamptonshire, w dystrykcie (unitary authority) West Northamptonshire. Leży 8 km na południe od miasta Northampton i 91 km na północny zachód od Londynu. W 2009 miejscowość liczyła 88 mieszkańców.